# تونل (فیلم ۲۰۱۶)
تونل (انگلیسی: Tunnel یا The Tunnel) یک فیلم ۲۰۱۶ کره جنوبی در ژانر درام بقا به نویسندگی و کارگردانی کیم سونگ هون و با بازی ها جونگ-وو، به دونا و اوه دال-سو است. داستان این فیلم حول محور مردی می‌چرخد که پس از فرو ریختن یک تونل، زیر آوار گیر می‌کند. این فیلم در ۱۰ اوت ۲۰۱۶ در کره جنوبی منتشر شد.

## بازیگران
- ها جونگ-وو در نقش لی جونگ سو[۶]
- به دونا در نقش سه هیون
- اوه دال-سو در نقش ده کیونگ
- نام جی-هیون در نقش می نا